# Latreillopsis trispinosa
Latreillopsis trispinosa is een krabbensoort uit de familie van de Homolidae. De wetenschappelijke naam van de soort is voor het eerst geldig gepubliceerd in 2008 door Richer de Forges & Ng.